# 纳巴泰王国

納巴泰王國最大版圖

纳巴泰王国是古典时代納巴泰人建立的一個国家，成立於前3世纪中叶。鼎盛時期纳巴泰王国南至漢志，北至大马士革。公元106年，纳巴泰王国被羅馬帝國吞并，之後羅馬帝國在當地設立佩特拉阿拉伯行省。